# Oleksandr Horschkow

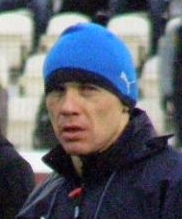
Oleksandr Horschkow

Oleksandr Horschkow (ukrainisch Олександр Горшков, engl. Transkription Oleksandr Horshkov, russisch Александр Викторович Горшков – Alexandr Wiktorowitsch Gorschkow – Aleksandr Gorshkov; * 8. Februar 1970 in Kirowsk, Oblast Luhansk, Ukrainische SSR) ist ein ehemaliger Profi-Fußballer. Der Mittelfeldspieler ist ehemaliger Nationalspieler sowohl Russlands wie der Ukraine.
Horschkow begann seine Karriere in der zweiten Sowjetischen Spielklasse 1989 beim SKA Taschkent, bevor er 1990 zurück in seine Heimat Ukraine zum ebenfalls zweitklassigen SKA Kiew ging. Mit dem Ende der sowjetischen Liga 1992 nahm ihn das ukrainische Team Nywa Winnyzja unter Vertrag, das aber in der Qualifikationsrunde zur Wyschtscha Liha scheiterte, nach einem Jahr der Zweitklassigkeit gelang 1993 aber der Wiederaufstieg. 1994 wechselte er zum Ligakonkurrenten Tschornomorez Odessa, mit denen er zweimal in Folge Vizemeister werden konnte und im Pokalsiegercup 1994 erstmals international zum Einsatz kam.
1996 wechselte Horschkow in die höchste russische Liga zu Schemtschuschina Sotschi. Durch seine Leistungen dort wurde der russische Nationaltrainer Ignatjew auf ihn aufmerksam, der ihn 1997 erstmals in den Kader der russischen Auswahl berief und 1998 schließlich in zwei Freundschaftsspielen einsetzte. Dies bleiben seine einzigen Einsätze für Russland.
Noch 1997 wechselte innerhalb der russischen Liga zu Zenit Sankt Petersburg, ging 2002 für zwei Jahre zu Saturn Ramenskoje, bevor er 2004 zurück an die Newa ging. 2004 wurde er zudem in den Kader der ukrainischen Nationalmannschaft berufen, für die er in der Qualifikationsrunde zur Euro 2004 vier Spiele absolvierte und dabei zwei Treffer erzielen konnte.
Seine größten Erfolge feierte er jedoch gegen Ende seiner Laufbahn mit Zenit: 37-jährig wurde er 2007 russischer Meister und gewann 38-jährig den UEFA-Cup 2007/08. Zum Ende des Jahres 2008 beendete Horschkow seine aktive Karriere.
| Personendaten    | Personendaten |
| ---------------- | --- |
| NAME             | Horschkow, Oleksandr |
| ALTERNATIVNAMEN  | Горшков, Олександр; Horshkov, Oleksandr; Горшков, Александр Викторович; Gorschkow, Alexandr Wiktorowitsch; Gorshkov, Aleksandr |
| KURZBESCHREIBUNG | ukrainisch-russischer Fußballspieler                                                                                           |
| GEBURTSDATUM     | 8. Februar 1970 |
| GEBURTSORT       | Kirowsk, Oblast Luhansk, Ukrainische SSR                                                                                       |